# 廣瀬禎彦
廣瀬 禎彦（ひろせ さだひこ、1943年（昭和18年）4月4日 - 2020年（令和2年）2月29日）は、日本の実業家、教育者。学位は工学修士（慶應義塾大学・1969年）。東京都市大学総合研究所応用表現研究室教授。鳥取県出身。

## 経歴
鳥取県生まれ。1969年慶應義塾大学大学院修了後、日本アイ・ビー・エムに入社。1987年に米国IBMへ出向し、現地マーケティングスタッフに就任。帰国後は、広報・宣伝部やコンシューマ事業部長などを歴任した。1996年に同社を退社後、株式会社アスキー専務取締役に就任したのを皮切りに、1998年セガ・エンタープライゼス代表取締役副社長、1999年アットネットホーム株式会社最高経営責任者(CEO)を歴任した。2004年には当時赤字が続いていたコロムビアミュージックエンタテインメントの経営立て直しを任され、同社代表執行役兼最高経営責任者（CEO）に就任。後に取締役名誉相談役に退いた。また、2014年から2010年より121works合同会社代表など兼務。

## 略年表
- 鳥取県生まれ、東京都出身。旧・永田町小学校（現・麹町小学校）[4]、旧・東京教育大学附属中学・高等学校（現・筑波大学附属中学校・高等学校）卒業[5]。
- 1967年3月 慶應義塾大学工学部卒業
- 1969年3月 慶應義塾大学大学院工学研究科修士課程修了（工学修士取得）
- 1969年4月 日本アイ・ビー・エム入社
- 1986年10月 米国IBM Corporation出向 Corporate Marketing Staff
- 1989年1月 日本アイ・ビー・エム広報・宣伝部長
- 1991年]月 同社 西部営業統轄本部長
- 1996年1月 同社 コンシューマ事業部長
- 1996年6月 株式会社アスキー常務取締役
- 1996年10月 同社専務取締役
- 1998年6月 セガ・エンタープライゼス代表取締役副社長
- 1999年10月 アットネットホーム株式会社代表取締役社長兼最高経営責任者(CEO)
- 2004年1月 コロムビアミュージックエンタテインメント代表執行役兼最高経営責任者（CEO）
- 2004年6月 同社取締役代表執行役兼最高経営責任者（CEO）
- 2009年6月 同社取締役名誉相談役
- 2010年4月 121works合同会社代表
- 2014年7月 東京都市大学総合研究所応用表現研究室特別教授

## テレビ番組
- 日経スペシャル ガイアの夜明け 「検証！“ハゲタカ”の正体～外資ファンドは日本を救ったか～」（2006年7月18日、テレビ東京）[6]。- 日本コロムビアの再生を取材。

## 著書
- 『IBMで学んだこと アスキーで得たこと セガで考えたこと』（2001年11月6日、WAC）ISBN 9784898310311
- 『自分の値打ちを高める法』（2009年9月28日、WAC WAC BUNKO）ISBN 9784898316115

## 関連人物
- 西和彦
- 大川功
- 丸山茂雄
- 入交昭一郎